# Salinas de Santa Pola
Salinas de Santa Pola este o arie protejată (sit de importanță comunitară — SCI) din Spania întinsă pe o suprafață de 2.503,93 ha, integral pe uscat.

## Localizare
Centrul sitului Salinas de Santa Pola este situat la coordonatele 38°11′03″N 0°37′14″W / 38.1842°N 0.6206°V.

## Înființare
Situl Salinas de Santa Pola a fost declarat sit de importanță comunitară în decembrie 1997 pentru a proteja 39 de specii de animale.

## Biodiversitate
Situată în ecoregiunea mediteraneană, aria protejată conține 12 habitate naturale: Tufărișuri halofile mediteraneene și termo-atlantice (Sarcocornetea fruticosi), Galerii și tufărișuri riverane sudice (Nerio-Tamaricetea și Securinegion tinctoriae), Dune cu tufărișuri sclerofile Cisto-Lavenduletalia, Dune mobile de-a lungul țărmului cu Ammophila arenaria („dune albe”), Lacuri eutrofice naturale cu vegetație de tip Magnopotamion sau Hydrocharition, Stepe sărăturate mediteraneene (Limonietalia), Tufărișuri halo-nitrofile (Pegano-Salsoletea), Vegetație anuală la limita mareei, Lagune de coastă, Dune mobile cu vegetație embrionară, Ape puternic oligomezotrofe cu vegetație bentonică cu Chara spp., Dune de pe litoral fixate cu Crucianellion maritimae.
La baza desemnării sitului se află mai multe specii protejate:
- păsări (38): ciocârlie-de-câmp (Alauda arvensis), pescăruș albastru (Alcedo atthis), stârc cenușiu (Ardea cinerea), stârc roșu (Ardea purpurea), Bubulcus ibis, fugaci de țărm (Calidris alpina), fugaci mic (Calidris minuta), prundăraș de sărătură (Charadrius alexandrinus), chirighiță-cu-obraz-alb (Chlidonias hybridus), erete de stuf (Circus aeruginosus), egretă mică (Egretta garzetta), Galerida theklae, becațină comună (Gallinago gallinago), găinușă de baltă (Gallinula chloropus), piciorong (Himantopus himantopus), stârc pitic (Ixobrychus minutus), Larus audouinii, pescăruș argintiu (Larus cachinnans), Larus genei, pescăruș râzător (Larus ridibundus), sitar de mâl (Limosa limosa), Marmaronetta angustirostris, rață cu ciuf (Netta rufina), stârc de noapte (Nycticorax nycticorax), vultur pescar (Pandion haliaetus), cormoran mare (Phalacrocorax carbo), Phoenicopterus ruber, lopătar (Platalea leucorodia), țigănuș (Plegadis falcinellus), corcodel mare (Podiceps cristatus), cristei de baltă (Rallus aquaticus), ciocântors (Recurvirostra avosetta), chiră mică (Sterna albifrons), chiră de baltă (Sterna hirundo), chiră de mare (Sterna sandvicensis), silvie de tufiș (Sylvia undata), corcodel mic (Tachybaptus ruficollis), călifar alb (Tadorna tadorna)
- pești (1): Aphanius iberus

Pe lângă speciile protejate, pe teritoriul sitului au mai fost identificate 2 specii de plante.